# Tour de Korea
Die Tour de Korea (dt. Korea-Rundfahrt) ist ein südkoreanisches Straßenradrennen.
Das Rennen wird als Etappenrennen ausgetragen. Es zählt zur UCI Asia Tour und ist in die Kategorie 2.2 eingestuft. Die Strecke ist um die 1.500 Kilometer lang und ist damit das längste Radrennen in Asien. Es wird vom nationalen Radsportverband, der Korea Cycling Federation, unterstützt. Im Jahre 2008 wurde die Rennstrecke um Strecken in Japan erweitert und das Rennen in jenem Jahr Tour de Korea-Japan genannt.
Zwischenzeitlich ist die Rundfahrt in die Kategorie 2.1 hochgestuft worden.

## Sieger
- 2019  Filippo Zaccanti
- 2018  Serghei Țvetcov
- 2017  Min Kyeong-ho
- 2016  Grega Bole
- 2015  Caleb Ewan
- 2014  Hugh Carthy
- 2013  Michael Cuming
- 2012  Park Sung-baek
- 2011  Choi Ki-Ho
- 2010  Michael Friedman
- 2009  Roger Beuchat
- 2008  Sergey Lagutin
- 2007  Park Sung-baek
- 2006  Tobias Erler
- 2005  David McCann
- 2004  Cory Lange
- 2003  Glen Chadwick
- 2002  Tang Xuezhong
- 2001  Chun Dae-hong